# Emil Westin
Emil Alexander Westin, född 1822 i Stockholm, död 3 juli 1857 i Borås, var en svensk målare och tecknare.
Han var son till garvaren Johan Gustaf Westin och Sophia Margareta Westerman. Han fick troligen undervisning i konst av sin släkting Fredric Westin. Han var verksam i Stockholm men flyttade till Borås och bodde där de sista åren av sitt liv. Westin är representerad vid Uppsala universitetsbibliotek med en tuschlavering av Tyska kyrkan i Stockholm.